# Bom Jesus do Oeste (Conceição do Pará)
Bom Jesus do Oeste é um povoado pertencente à cidade de Conceição do Pará, Minas Gerais, Brasil. Está localizado a sete quilômetros de Santana da Prata. Seu padroeiro é Bom Jesus.
Festas tradicionais: Tradicional Festa de Santa Cruz (03 de maio) e Festa do Jubileu do Senhor Bom Jesus (dia 14 de setembro).
Pontos turisticos e entretenimento: Lago Azul, Ponte do José Cornelio, Pesque e Pague Tavinho, Sitio Shalon.